# Mount Ratz
Mount Ratz är ett berg i Kanada.   Det ligger i provinsen British Columbia, i den västra delen av landet, 4 000 km väster om huvudstaden Ottawa. Toppen på Mount Ratz är 3 090 meter över havet.
Terrängen runt Mount Ratz är kuperad söderut, men norrut är den bergig. Mount Ratz är den högsta punkten i trakten. Trakten runt Mount Ratz är nära nog obefolkad, med mindre än två invånare per kvadratkilometer.. Det finns inga samhällen i närheten.
Trakten runt Mount Ratz är permanent täckt av is och snö.